# Metrologic Instruments
Pour les articles homonymes, voir Metrologic.
Metrologic Instruments est un fabricant américain de lecteurs de code-barres fondé en 1968. Ils deviennent une filiale de Honeywell en 2008. 

## Histoire
Metrologic débute au New Jersey en 1968. En 1975, ils développent le premier lecteur de code-barres pouvant se tenir à la main. Dans les décennies qui suivent, Metrologic déposent plus de 500 brevets. En 1991, Metrologic conclut une entente de vente de son lecteur MS700 avec Shell. Dans les années 1990, Metrologic décide de rediriger son marché vers les petites entreprises, puisque avant, elle ne concluaient que des accords avec de grandes compagnies. Le 8 janvier 2001, Metrologic achète Adaptive Optics Associates, Inc., fondée en 1976, pour 45 millions $ (USD).
Le 4 juin 2008, la société Honeywell achète Metrologic pour 720 000 000 $ (USD). En 2008, Metrologic était présent dans 110 pays et plus de 65 % de leur marché se trouvait hors de l'Amérique du Nord.